# Морской фасад
«Морско́й фаса́д» (намы́в Васи́льевского о́строва) — искусственно сформированная приморская территория Васильевского острова в Санкт-Петербурге. Создана в рамках запущенного в 2006 году градостроительного и девелоперского проекта «Морской фасад», включающего также строительство одноимённого пассажирского порта. Предполагалось, что площадь искусственной суши достигнет 476 га к 2019 году, однако к 2024 намыто только около трети от запланированных объёмов. Срок окончания освоения территорий — 2055 год.
Изначальный проект освоения намывных территорий предполагал комплексную застройку с созданием выразительной прибрежной зоны и зданий премиум-класса, выдержанной общей стилистики, возведение архитектурной доминанты, однако к 2024 году намывные территории были разделены на отдельные участки и распроданы нескольким разным девелоперам. В результате строительство велось неравномерно, на разных участках были возведены типовые жилые массивы высотой до 72 метров. По состоянию на 2021 год на намывной части Васильевского острова проживало свыше 15 тысяч человек, а в 2030-х число жителей может достичь 70 тысяч. При этом район транспортно изолирован от исторической части острова, не обладает инфраструктурой в виде междомовых дорог, парков, общественных пространств, а также необходимыми объектами социального назначения — школами, детскими садами, медицинскими учреждениями.
В 2021 году администрация Санкт-Петербурга инициировала обсуждение проекта намыва ещё 163 га суши на северо-западе Васильевского острова. Представленный группой «ЛСР» план подразумевает застройку нового намыва 960 тыс. м² недвижимости для свыше 30 тыс. жителей. По прогнозам экологов, изменение конфигурации берегов в рассматриваемой зоне сократит время наполнения Невской губы до критических отметок и приведёт к постоянным наводнениям в исторической части Петербурга. С критикой проекта выступают многочисленные эксперты, горожане проводят митинги протеста, петицию к президенту с требованием остановить намыв подписали свыше 22000 человек.

## История

### Предпосылки и ранние проекты
Первый в XX веке проект развития Васильевского острова появился в 1936 году и включал в основном создание парков. В 1948-м эти планы пересмотрели и решили возвести на острове новые жилые кварталы. В конце 1940-х и начале 1950-х Большой проспект превратили в парадную магистраль, сняли трамвайные пути и возвели вдоль него дома в 5-7 этажей. В гавани Васильевского острова появились первые причалы морского пассажирского вокзала.
В 1966 году был утверждён новый генеральный план развития Ленинграда, по которому жилые районы получали выход к морю. Тогда были намыты почти 350 га земли на территории современных районов в зоне Наличной улицы, улицы Кораблестроителей и Морской набережной, засыпан проток между островами Вольным и Декабристов, спрямлено русло Смоленки.

### Запуск проекта «Морской фасад»
В сентябре 2004 года власти Санкт-Петербурга объявили о решении построить на западной оконечности Васильевского острова пассажирский терминал «Морской фасад», для чего понадобилось намыть 150 га новых территорий. Проект подразумевал формат частно-государственного партнёрства, из общей стоимости в 29 млрд рублей 6 млрд предоставлял федеральный бюджет. После окончания строительства порт должен был остаться в собственности правительства города — за 1,1 млрд рублей город в 2012 году планировал выкупить голосующий пакет акций. В порту планировалось создать семь причалов и массивное «Окно в Европу» — здание пассажирского терминала, которое впоследствии признали экономически нецелесообразным и заменили на несколько пропускных павильонов.
Во время общественных слушаний 2006 года власти объявили, что проект «Морской фасад» будет расширен — помимо порта решено было намыть 450 га земли под общественно-деловую застройку, сформировав новый морской фасад Петербурга. При этом практически сразу были опубликованы прогнозируемые площади: 3,3 млн м² жилья и 1,8 млн м² коммерческой недвижимости. Проект американской компании Gensler, выигравший международный конкурс, предлагал функционально зонировать намывные территории: в северную часть застроить деловой недвижимостью в духе Шанхая или Манхэттена и возвести архитектурную доминанту — 300-метровую башню, а южную отдать под жильё. По соглашению сторон, инженерные сети и социальную инфраструктуру (детские сады, школы, поликлиники, пожарную часть и отделение милиции) должен был создать город.
В этот период эксперты отмечали высокий потенциал намывной территории: для неё было возможно полноценное комплексное планировочное решение с балансом инфраструктуры, общественных пространств, социальных и коммерческих объектов, создание видового жилья высокой ликвидности. Благодаря близости к морю её отличала благоприятная экологическая обстановка.
Против строительства выступали местные законодатели, экологи и жители исторической части Васильевского острова. Представитель Комитета по охране памятников истории и культуры отмечал, что застройка неминуемо исказит историческую панораму. Председатель международного технического комитета «Взаимодействие оснований и сооружений» отмечал, что в южной части намыва илистые и глиняные отложения достигают глубины в 110 м, что делает грунт «крайне ненадёжным для строительства высотных зданий». По расчётам геологов, песка из месторождения в Финском заливе могло хватить лишь на создание острова для портового терминала.
В 2006 году город продал права на реализацию проекта по намыву 476 га земли в акватории Невской губы компании «Терра Нова», аффилированной с бывшим депутатом Госдумы Виталием Южилиным, сумма сделки составила $5,355 млн. По соглашению сторон, город должен был финансировать развитие инфраструктуры района.

### Конфликт с городом
Уже в сентябре 2008 года Морской пассажирский порт Санкт-Петербурга принял первый океанский туристический лайнер. В том же году было объявлено о расширении проекта «Морской фасад» — плане создать до 4 млн м² объектов недвижимости на намывных землях, включая жильё, деловые помещения, социальные объекты (школы, больницы и детские сады), что почти в три раза превышало заявленные в 2004-м масштабы. По словам Валентины Матвиенко, на тот момент занимавшей пост губернатора, новая застройка должна была проходить обязательную архитектурную экспертизу и не навредить облику города.
В 2011 году строительство пассажирского порта было окончательно завершено, в день города состоялась торжественная церемония передачи объекта губернатору Санкт-Петербурга. В 2012 году городская администрация заявила, что бюджет не сможет профинансировать прокладку инженерных сетей на намывные территории Васильевского острова. Между девелопером и городом возник конфликт. В 2013-м, не дождавшись финансирования от города, некоторые застройщики начали за свой счёт создавать инфраструктуру, в том же году был сдан первый дом. По этому поводу Смольный выпустил предостережение «о недобросовестном выполнении работ застройщиком и инвестором».
В 2014 году по решению градостроительного совета был утверждён новый план межевания и развития намывной территории, разработанный компанией «Союз-55». В нём значительно увеличили долю жилой застройки, отказались от создания каналов и возведения небоскрёбов. Проект предусматривал строительство ТЭЦ, детской больницы, двух развязок с ЗСД. Намывные территории разделили на северную, южную и центральную (портовую) части. Жилые дома планировались в сегменте бизнес и комфорт-класса со средней высотой в 7-8 этажей. По периметру намыва собирались пустить общественный транспорт, на набережных — оборудовать пирсы и велодорожки. К 2014 году из запланированных 476 было намыто 170 га, большая часть — на южной стороне, подавляющее большинство участков уже были раскуплены. В 2015 застройщики создали консорциум с ГУП «Водоканал Санкт-Петербурга», чтобы решить проблемы с канализацией и водоснабжением. Ещё одно изменение в проекте коснулось высотности застройки: по заявлению Комитета по градостроительству и архитектуре Санкт-Петербурга, городская Комиссия по землепользованию и застройке в 2016 году получила шесть заявлений с просьбой разрешить отклонение от предельных параметров максимальной высоты, увеличив её до 57, 63, 66 и 69 м. После многочисленных критических отзывов в СМИ Комитет выпустил специальное разъяснение, в котором процедуру рассмотрения заявок назвал полностью легальной и отметил, что «обозначенное увеличение высоты не противоречит действующим Правилам землепользования и застройки Санкт-Петербурга, которые допускают отклонение от базовой высоты 40 м путём отдельно прописанной процедуры».
Согласно заключённому договору между городом и компанией «Терра Нова», намыв земли должен был быть завершён к 8 июня 2019 года. В 2017 году Госстройнадзор ввёл в эксплуатацию первые построенные дома. Уже тогда Смольный обращал внимание на несоблюдение сроков исполнения договора: на лето 2017 года было завершено только 34 % от общего объёма, значительную часть отмеченных территорий занимала акватория Финского залива, а для намытых участков абсолютная отметка высоты составила только +1,8-1,9 м вместо 2,9 м. Объекты инфраструктуры были завершены только на 25 %. Кроме того, строительный комитет Санкт-Петербурга выяснил, что «Терра Нова» передавала права на намытые участки другим юридическим лицам («Лидер Групп», Seven Suns, Glorax Development, «Группа ЛСР», Renaissance Development), что нарушало условие комплексного освоения земли в изначальном договоре. Из-за продажи земель разным компаниям застройка стала вестись разными темпами.
Спустя почти 10 лет после запуска проекта администрация города назвала строительство на намытых территориях незаконным и неоднократно заявлял о намерении расторгнуть соглашение через суд. По заявлению её представителей, это давление оказывалось на девелопера с целью простимулировать его взять на себя больше обязательств по созданию инфраструктуры. В феврале 2017 года 42-летний гендиректор «Терра Нова» Лев Пукшанский был найден мёртвым в своей машине, через месяц из компании ушли новый гендиректор Игорь Сарычев и руководитель проектов Елена Стонт.
В 2018 году «Терра Нова» перешла под контроль «Сбербанка». По мнению экспертов, смена владельца усилила позиции девелопера и позволила эффективнее лоббировать интересы в переговорах с городом. Летом 2019 года Комитет имущественных отношений Петербурга решил продлить сроки договора с «Терра Нова», передвинув окончание работ по намыву на 2026 год.
В августе 2019 года право требования по кредитам компании «Терра Нова» было выставлено на аукцион, в залоге находился 51 земельный участок общей площадью 237,7 га. За день до даты торгов «Сбербанк» отказался от продажи. Тогда же, летом 2019 года «Терра Нова» подала в арбитражный суд три иска к Seven Suns и её дочерним структурам, выступавшим поручителями сделки по продаже участков на намывных территориях Васильевского острова. Seven Suns погасила только 440 млн рублей из 1,5 млрд, которые должна была выплатить до 2 июня 2019-го.

### Освоение территорий

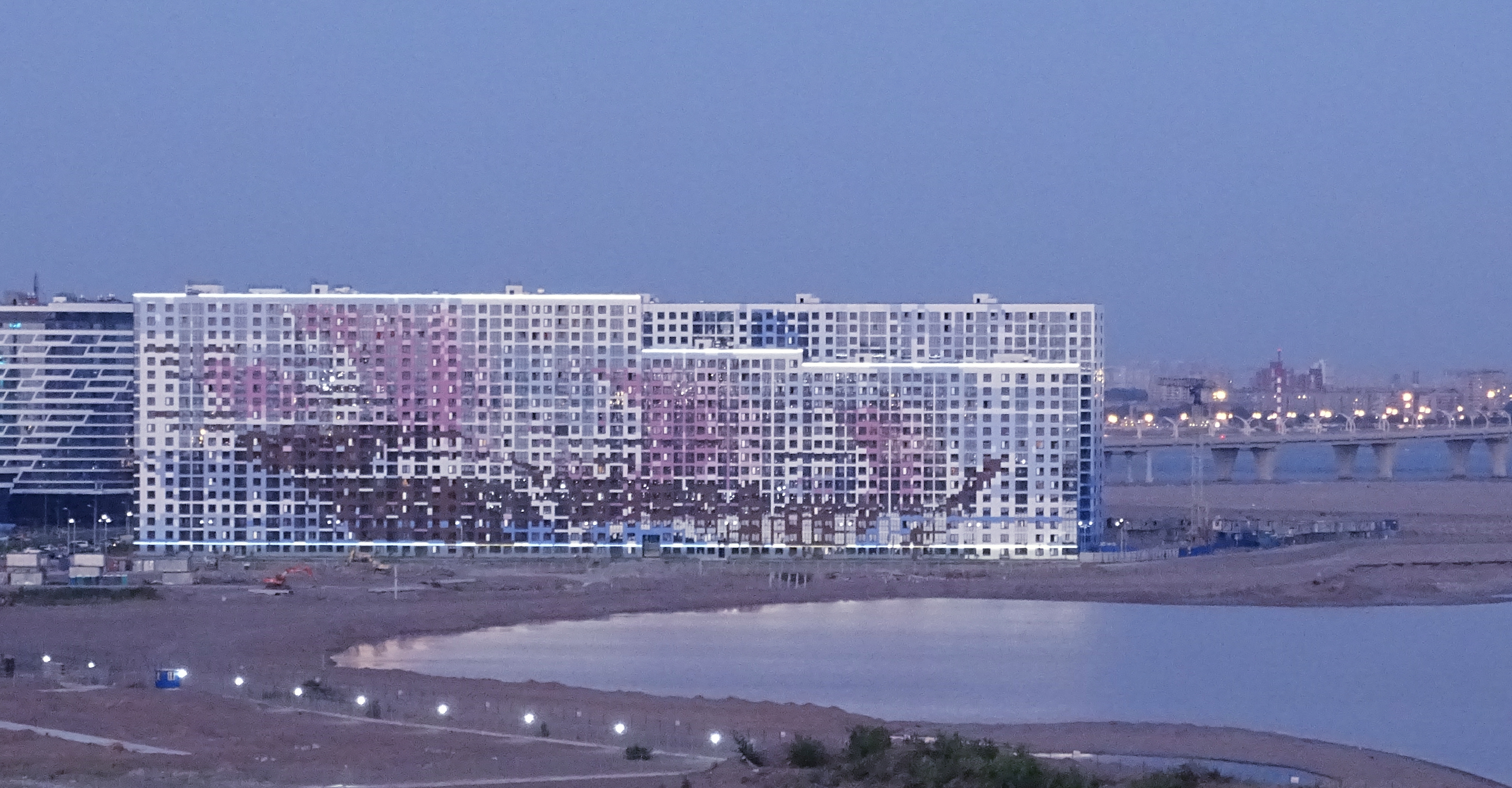
Новый жилой комплекс на намыве, 2018

В разные годы озвучивались проекты строительства на намыве Васильевского острова архитектурных и социальных «точек притяжения», среди которых назывались деловой центр наподобие Москвы-Сити, кампус СПбГУ, штаб-квартиры «Газпром-нефти» и Сбербанка, выставочный комплекс Международного военно-морского салона, многофункциональный центр «Телефабрика». По результатам на 2021 город подавляющее большинство участков застроены типовым массовым жильём. В 2014 году объявляли о том, что южную и северную часть намыва будет разделять канал с яхт-клубом, однако и это проект реализован не был.
В 2018 году администрация порта «Морской фасад» объявила о необходимости расширить мощности: принимая по полмиллиона пассажиров в навигацию, он достиг предела своей пропускной способности. Был объявлен конкурс на реконструкцию пропускных терминалов, углублению дна и укреплению фарватера. По окончании реконструкции порт получит статус грузопассажирского и сможет принимать накатные грузы. Окончание работ запланировано на август 2021 года. Расчётный грузопоток составит сорок 20-тонных фур в сутки. Ещё в 2018 году жители Васильевского острова протестовали против строительства грузового терминала и направляли обращения в Смольный. Они опасались, что поток грузовых автомобилей усугубит и без того сложную транспортную обстановку района и ухудшит экологическую ситуацию. Эксперты отмечают, что дополнительная нагрузка создаются не только за счёт движения транспорта, но и зонах его накопления — для стоянки фур потребуются значительные площади. Вопреки заверениям администрации, что грузовики будут сразу от порта выезжать на ЗСД, прямой съезд на трассу стоит в планах не раньше чем на 2022 год, а грузовики едут по улице Кораблестроителей.
В начале 2021 года «Сбербанк» заявил, что планирует создать в центральной части намыва собственный инновационный квартал, и объявил о проведении международного конкурса на лучший проект, его результаты должны быть объявлены в мае 2021.

#### Южная часть

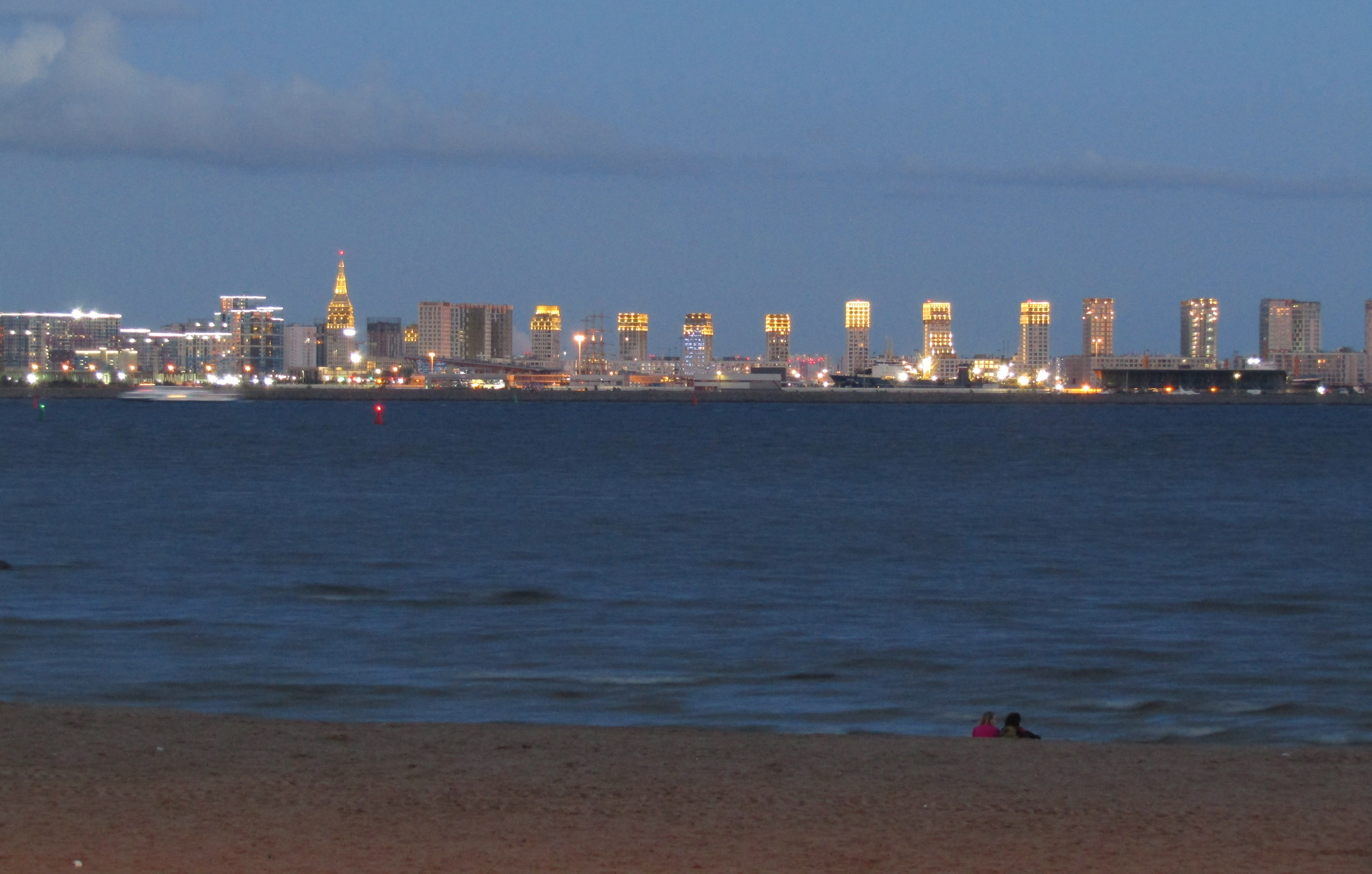
Ночной вид от парка 300-летия Санкт-Петербурга на Васильевский остров в районе морского пассажирского порта. 2024 год.

В 2015 году был проведён конкурс на застройку 15 га в южной части Васильевского острова. Победу в нём одержал проект Golden City от голландских компаний KCAP Architects & Planners и Orange Architects, адаптированный к российским градостроительным нормам мастерской «А-Лен». У этого проекта чётко разграничиваются жилые и общественные зоны, здания имеют разную этажность, присутствуют стилевые доминанты в виде башен с золотыми шпилями. Стоимость проекта оценивается в 30 млрд рублей, количество жилой недвижимости — 1500 квартир, реализация должна быть завершена к концу 2024 года. Хотя проект получил массу критических отзывов, в первую очередь из-за спорной эстетики, эксперты называют его единственным удачным примером застройки намывных территорий.
После 2015 года баланс между деловой и жилой застройкой был окончательно смещён в пользу последней, вместо элитных домов стали массово возводиться высотные жилые комплексы класса «эконом». 23 июня 2017 года без предварительных общественных слушаний было опубликовано постановление правительства, согласно которому проектируемые кварталы от 39 до 43, запланированные как деловая застройка с культурными, спортивными и медицинскими объектами, были превращены в жилые. К 2017 году на намыве Васильевского острова было создано 170 га суши из запланированных 476. Уже 8 ноября 2017 городской совет Петербурга одобрил проекты четырёх кварталов на 34 га в южной части намыва, принадлежащих «Группе ЛСР», от «Студии-44» Никиты Явейна. Новый проект имел все недостатки типичного «спального» района без инфраструктуры и представлял собой блоки домов высотностью от 46 до 72 м с почти максимальной по ПЗЗ плотностью застройки. В том же году состоялись ввод в эксплуатацию и заселение квартала «Светлый мир „Я-Романтик…“» застройщика Seven Suns Development, включающего 11 домов высотой от 6 до 18 этажей с 6,7 тыс. квартир, и жилого комплекса «Капитан Немо» на 656 квартир, который должен был быть достроен и заселён ещё в 2013. В 2018 году был достроен и сдан в эксплуатацию дом от Seven Suns Development, который по документам от 2014 года значился как «многоэтажная автостоянка со встроенно-пристроенными помещениями». При этом фактически из 20 этажей только часть семиэтажной секции занял паркинг, остальные площади отведены под апартаменты. В 2020 году Seven Suns Development продала «Аквилон Инвесту» участок в 3,8 га, ориентировочно рассчитанный на 85 тыс. м² жилья. К концу 2022 планируется ввод в эксплуатацию проекта «Гавань капитанов» с тремя комплексами «Магеллан», «Колумб» и «Нахимов» на 2500 квартир.
В 2017 году дочерняя компания турецкой Renaissance Development «Десна Капитал» перепродала свои права на намыв и застройку 80 га земель «Группе ЛСР». Компания провела конкурс проектов благоустройства, в рамках которого была поставлена задача спроектировать рекреационную зону на двухкилометровом участке вдоль набережной Финского залива. В 2018 году был определён победитель — проект от «Студии-44».

#### Северная часть
В сентябре 2020 года стало известно, что «Группа ЛСР» выкупил право создать 143 га намывных территорий Васильевского острова, к западу от ЗСД и северу от ковша Смоленки. Сумма сделки составила почти 3 млрд рублей. По плану компании, на стабилизированной земле планируется возведение почти 1 млн м² недвижимости: свыше 700 тыс. м² жилых и 260 тыс. м² общественно-деловых помещений, 3 школы, 6 детских садов. В начале 2021 городские власти объявили о проекте намыть уже 163 га земель в северо-западной оконечности Васильевского острова, для чего потребуется выемка и перемещение 9,5 млн кубометров грунта. Увеличение запланированной площади намыва на 20 га представители «Группы ЛСР» объяснили тем, что 11,2 га уже были намыты ранее, а ещё 8,6 га отведены под будущую развязку с ЗСД на проектируемом проспекте Крузенштерна. Весной 2021 года дирекция КЗС выступила с заявлением, что её расчётные параметры не учитывали дальнейшего сокращения площади акватории, и очередной намыв суши неминуемо приведёт к наводнениям в исторической части города.
В декабре 2020 года «Терра Нова» подала в Комитет просьбу увеличить максимальную высоту застройки на участке Морской набережной до 40, 43 и 75 м. После общественных слушаний просьба была принята к рассмотрению.
Эскиз проекта нового намыва был рассмотрен на заседании Градостроительного совета Петербурга 26 апреля 2022 года. Согласно предоставленным документам, планируется создание намывной территории в 163 га и её застройку 700 тыс. м² жилой и 260 тыс. м² деловой недвижимости, для 30 тыс. жильцов предусмотрены 4 школы на 3300 мест и 8 детских садов на 1130 детей. Внесённый на рассмотрение эскиз вызвал разностороннюю критику депутатов и экспертов: по их мнению, проект «ЛСР» представляет собой типичный спальный район без парков и общественных зон, архитектурно однообразный и невыразительный. Выданное проекту заключение экологической экспертизы не упоминает влияние нового намыва на скорость заполнения Невской губы до критических отметок, от которого напрямую зависит число наводнений. Тем не менее, 30 апреля 2022 года, ещё до официального объявления результатов рассмотрения проекта Градсоветом, компания «ЛСР» начала устанавливать строительный забор у пляжа острова Декабристов.
С апреля 2022 года горожане активно протестуют против нового намыва — проводят акции и митинги, распространяют листовки с информацией о проекте. Число жалоб в полицию на шум от строительных работ в ночное время достигло такого объёма, что жителям предложено возбудить коллективное уголовное дело против застройщика. К концу лета 2022 года активисты собрали и отнесли в приёмную президента России три петиции с требованием остановить работы по намыву. Третье обращение, поданное 1 августа, подписали 22 тысячи человек.
В феврале 2022 года активисты движения «Мы против северного намыва» подали иск в Куйбышевский районный суд, требуя признать незаконными и отменить заключение госэкспертизы и приказ Роспотребнадзора, разрешающий создание дополнительного намыва Васильевского острова в северной части. Утром 14 мая 2023 года глава СК РФ Александр Бастрыкин приехал на стройплощадку, где ведутся работы по намыву, однако охранники не пустили его на объект. Бастрыкин затем вернулся в сопровождении ОМОН и лично возбудил дело о нарушении правил охраны окружающей среды при производстве работ по статье 246 УК РФ, в связи с чем строительство должно быть остановлено до окончания проведения экспертизы. Уже 16 мая прокуратура отменила это дело, а Бастрыкин поручил возбудить их заново.

## Проблемы района

### Транспортная
Район намыва Васильевского острова имеет острую проблему транспортной доступности. С момента начала конфликта между девелопером и городом в 2012 году вопрос ответственности за создание инфраструктуры остаётся открытым, а проблемы решаются «точечно». В 2017 году после многочисленных протестов покупателей квартир застройщик на свои средства проложил 650-метровый двухполосный участок дороги до жилого комплекса. Хотя в 2018—2019 годы было объявлено, что к намыву будут подведены три развязки с ЗСД, реализация этих проектов была перенесена или отложена. Развязка в районе Шкиперского протока с бюджетом в 2,57 млрд рублей была «вырезана» из бюджета в связи с пандемией Covid-19, начало строительства перенесли на 2021—2022 годы, а ориентировочная смета выросла до 7 млрд. По состоянию на 2021 год с Васильевским островом намыв соединяла только улица Шефнера, внутри района не было дорог, а только временные междомовые проезды, не предусмотрены парковки.
Транспортная проблема намывных территорий усугублялась ещё и тем, что вплоть до 2019 года район был практически исключён из сети наземного общественного транспорта: к нему подходил только один маршрут автобуса и один — маршрутного такси. Только к 2020 году появился второй автобус — маршрут № 100 продлили до Морской набережной. Первый конкурс на строительство станции метро «Горный институт» был объявлен в 2014 году, однако не получил заявок на участие. Повторный конкурс в 2015-м выиграла компания «Метрострой», заявленная смета составила 21,4 млрд рублей. По заявлению главы администрации Василеостровского района Юлии Киселёвой, станция «Горный институт» должна была быть запущена в 2019 году. Однако в дальнейшем открытие перенесли на 2022-й, а затем и на 2024-й год. Городские власти также объявляли о намерении построить станцию «Гавань» («Шкиперская») на пересечении Шкиперского протока и Наличной улицы, а также «Морской фасад», которая должна была находиться в пешей доступности от пассажирского порта. Хотя станции изначально обе станции планировались к открытию на 2030 год, в 2019 году главный архитектор «Ленгипрометротранс» заявил, что закончено строительство может быть не раньше 2045-го.

### Социальная
Вплоть до 2018 года намывные территории не были прикреплены ни к одному из муниципальных округов города. Из-за этого жители новостроек не могли получать положенные по закону услуги, в том числе социальные выплаты и пособия. Только осенью 2018-го был установлен юридический статус, однако намывные земли не объединили, а разделили между тремя муниципалитетами: Гаванью, Морским и Островом Декабристов.
С момента сдачи в эксплуатацию первого дома на намыве у новых жителей появилась масса жалоб к девелоперам и городской администрации. Жильцы района жаловались на шум от ЗСД: хотя при покупке квартир застройщики демонстрировали проекты, которые включали в себя возведение звукозащитных экранов вдоль магистрали, по факту они возведены не были. Из-за отсутствия зелени и ненадлежащей изоляции стройплощадок в районе всегда дует сильный ветер и возникают пыльные бури. Вопреки заверениям девелоперов, песок и материалы доставляли на намыв не баржами, а грузовыми автомобилями мимо уже построенных домов. Ещё одна проблема жителей намыва: паразиты, расплодившиеся в вентиляционных шахтах. Из множества голубиных гнёзд на чердаках в вентиляционные сети переселились клопы, по трубам заползающие прямо в квартиры. Массовые жалобы возникают на качество водоснабжения и перепады температуры воды из-под крана, достигающие 20 градусов.
Строительство социальных объектов на намыве является обязательством города. При этом первый детский сад был открыт только в 2019 году и возведён на средства девелопера. В 2019 году жители района провели митинг с призывами к власти пустить в район общественный транспорт, построить поликлинику, школу, детский сад. По словам жителей, в районе нет дорог и парковок, не проводится уборка снега. Местная администрация заявила, что до 2024 года территория намыва является строительной площадкой и муниципальный совет проблемы качества жилья решать не уполномочен. 25 февраля 2020 года жители района решили провести референдум о введении моратория на застройку намыва в связи с нарушением баланса жилья и социальной инфраструктуры. За лето 2020 года в новостройки района заселились свыше 8500 человек, к 2021 общее число жителей достигло 15 тысяч. По прогнозам, к 2023 году оно составит уже 32 тысячи, а в 2030-х — около 70 тысяч. В июне 2020 глава администрации Василеостровского района Эдуард Ильин заявил, что уже до 2024 на намыве должны быть построены 7 школ и 14 детских садов. Однако спустя полгода администрация сообщила иные сроки: строительство этих объектов стоит в плане на 2022—2028 годы.

## Экологический след
Расчёты влияния увеличения намывных территорий на экосистему Невской губы не обновлялись с 1980-х годов, хотя уже тогда стоял вопрос о необходимости реконструкции комплекса защитных сооружений города от наводнения. За прошедшие 40 лет ввиду глобального изменения климата, антропологического влияния, локального изменения рельефов дна расчётный уровень затопления существенно изменился. В 2018 году эксперты Росгидромета предупреждали, что дальнейшее снижение площади акватории Финского залива создаст угрозу наводнения в Петербурге: при закрытой дамбе максимально допустимый подъём уровня воды во время шторма составляет 190 см за 48 часов, однако уже в 2018-м вода поднималась быстрее, чем за двое суток. Увеличение суши даже на 4 % ещё сильнее снизит время достижения предельной высоты воды, угрожая городу наводнением. По этой причине, например, в 2019 году аффилированная с бизнесменом Евгением Пригожиным компания «Зингер Девелопмент» получила отказ в создании намывной территории «Залив островов» в акватории Финского залива.
Дноуглубительные работы и дампинг грунта для «Морского фасада» проводились на основе «Временного разрешения» от 1996 года за подписью начальника Балтийской специнспекции, которое не имеет статуса узаконенного федеральными органами документа. Результаты экологического мониторинга были отнесены к «коммерческой тайне», в прессе публиковалась информация о незначительном влиянии дреджинговых работ на экологию акватории. Выигравшая в 2005 году тендер на сопровождающий экологический мониторинг компания «КОНТО» замалчивала и скрывала реальный уровень негативного воздействия на окружающую среду. Параллельно в Санкт-Петербурге велись работы по строительству ещё нескольких масштабных инженерных проектов, каждый из которых прошёл отдельную экологическую экспертизу, но их совокупный эффект на экологию Невской губы рассчитан не был.
По мнению экспертов, «главным ударом» по экосистеме Невской губы стал период активного намыва суши в рамках реализации «Морского фасада» в 2005—2008 годах. Поскольку в течение трёхсот лет техногенные вещества со всего Петербурга со стоком рек попадали в Невскую губу, на её дне скопился значительный слой загрязняющих веществ. С началом работ по намыву «Морского фасада» показатель взвеси в воде вырос с 91 до 1000 единиц. Шлейф из мелкодисперсной глины и песка, появляющийся при изъятии и перемещении грунта, покрывает мелких рачков, планктон и водоросли, лишая их кислорода и приводя к гибели. Эти организмы работают как природные фильтры, без них нарушается баланс водной экосистемы. Уже в 2007 году специалисты отмечали рост концентрации тяжёлых металлов, заиление осадков, загрязнение нефтепродуктами, тогда же экологи обнаруживали факты системного применения строительного мусора вместо песка. Большую экологическую опасность представляют собой сточные воды — неоднократно застройщики в отсутствие договора с «Водоканалом» и подключения к городской инженерной сети выводили канализацию прямо в залив, а из-за отсутствия надлежащего водоотведения в него попадают и ливневые стоки с дорог. К 2008 году работы по изъятию, перемещению и складированию грунтов привели к деградации растительности прибрежной зоны. Рельеф подводного ландшафта из-за техногенного воздействия сгладился, в связи с чем некоторые участки обмелели до 1 — 1,5 м и стали опасны для судоходства. Изменённые очертания Невской губы деформируют русло и траекторию движения потоков, что в конечном счёте оказывает негативный эффект на качество воды в заливе.
Ещё в 2006 году ихтиологи прогнозировали негативный эффект на популяцию рыбы: добыча песка в Невской губе должна была проводиться на месте природного нерестилища корюшки. Учёные просили оставить небольшой «коридор» с 20 мая по 20 июня на период нереста и сезонной миграции, в который бы не проводились подъём и перемещения грунта, однако эта мера не была принята: работы ежегодно начинали 15 мая. К 2010 году экологический ущерб в рыбной отрасли оценивался в 40 млн рублей ежегодно. Орнитологи отмечали, что снижение численности рыбы станет прямым фактором угрозы для птиц Невской губы, из которых 22 вида занесены в региональную Красную книгу. До начала работ по намыву в заболоченной дельте Невы гнездовались многие птицы, которые теперь лишены привычных территорий обитания. Истощение кормовой базы и нарушение миграционных путей уже привело к потере многих видов. К 2021 значительно снизился улов корюшки — намывные территории Васильевского острова нарушили пути миграции, а работы — сезон нереста. Эксперты отмечают, что в среднем биосистеме акватории требуется для восстановления 2-3 года, после чего достигается прежний объём популяции микроорганизмов и морских обитателей, оседает взвесь и восстанавливается прозрачность воды. Из-за того, что очереди намыва следуют одна за другой, Финский залив вот уже 15 лет не имеет возможности для самоочистки. При сохранении текущих тенденций, по мнению экологов, он может превратиться в «техническую протоку с мёртвой водой», а даже при условии немедленной остановки негативного воздействия его воды будут непригодны для купания ещё несколько десятилетий.
Зоны совместного воздействия автомобилей и судов характеризуются особенно неблагоприятной экологической ситуацией и высоким уровнем загрязнения воздушной среды. Кроме того, близость ЗСД к жилым домам создаёт значительное шумовое загрязнение.

## Оценки и промежуточные итоги
Срок завершения работ по намыву территорий, входивших в 476 га первоначального проекта, продлён до 2026 года. Общий срок реализации «Морского фасада» — 2055 год. Эксперты предостерегали, что намывным почвам требуется время для стабилизации и возводить на них высотные дома может быть рискованно. Уже в 2018 году у некоторых новостроек отмечались разрушения облицовочных конструкций. Отмечаются также трудности с озеленением нового района: мало какие растения могут успешно прижиться на песчаном грунте в условиях постоянного ветра.
Хотя изначально проект «Морской фасад» заявлялся как «новое лицо города» и застройка предполагалась объектами бизнес и элитного уровня, большую часть составили жилые комплексы эконом-класса. На 2021 год 60 % квартир в новостройках составляют студии около 30 м². Линия застройки, обозначенная на 2007 год, сильно изменилась, и жильё с изначально прямым видом на залив утратило его. Территории за пределами ЖК представляют собой «песчаные дюны и кучи строительного мусора». Не обладая собственной инфраструктурой, новый район втрое увеличил нагрузку на социальные объекты исторической части Васильевского острова.
Большинство независимых экспертов в области архитектуры и градостроительства негативно оценивают получившийся район. Эксперт Законодательного собрания по городскому хозяйству Дмитрий Баранов и директор института территориального планирования «Урбаника» охарактеризовали намыв Васильевского острова как «вопиющую градостроительную ошибку». Доцент СПбГАСУ и кандидат архитектуры Михаил Виленский считает нераскрытым потенциал этой территории, отмечая отсутствие дорог, рекреационных зон, социальной инфраструктуры, а также явно устаревшие проекты благоустройства. Управляющий партнёр «Урбаники» Фёдор Коньков описывает застройку как «удручающую» и «унылую». По его мнению, причиной является отсутствие чёткой стратегии городских властей по отношению к проекту. С этим согласен и эксперт OpenUrbanLab Данияр Юсупов: по его мнению, у города не хватило политической воли создать бизнес-сектор в северной части, а сниженная планка амбиций по застройке южных территорий стала отражением социально-экономических обстоятельств. Депутат Заксобрания Борис Вишневский также считает, что «нечестную игру» ведёт городская администрация: отказываясь брать на себя полагающиеся им обязательства по созданию инфраструктуры, они критикуя девелоперов в сми и «пиарятся на проблемах намыва».
Архитектор Михаил Кондиайн описывает застройку «Морского фасада» как «банальнейшую», но отражающую вкусы общества и города: «до чего дозрели — то и имеем». Поскольку участки были поделены между разными девелоперами, а проект стал исключительно коммерческим, стилевое решение было подчинено экономическим интересам — решения принимались в пользу дешевизны и скорости строительства. Таким образом, архитекторы могли лишь повлиять на внешний декор зданий.
По мнению транспортного эксперта Ивана Вергазова, застройка намыва до решения и без того острой дорожной ситуацией исторической части Васильевского острова была ошибкой. Даже при условии реализации всех уже запланированных дорог (две развязки с ЗСД, Шкиперский проток, проспект Крузенштерна) пробки в лучшем случае сместятся на два километра дальше от Морской набережной, основную нагрузку в часы пик будет испытывать «треугольник» Стрелки Васильевского острова, Тучкова и Благовещенского мостов. Вергазов считает, что южная и северная части намыва являются практически небольшими городами-спутниками, каждому из которых требуется собственная станция метро.
Генеральный директор «Петербургского НИПИГрада» Юрий Кириенков считает, что перепрофилирование «Морского фасада» в грузопассажирский порт нанесёт дополнительный ущерб привлекательности района и всего города.
Так же критически отзываются о намыве Васильевского острова журналисты: задуманный как новая «визитная карточка» города район стал, по их словам, «оглушительным фиаско».